# Mörser (Werkzeug)

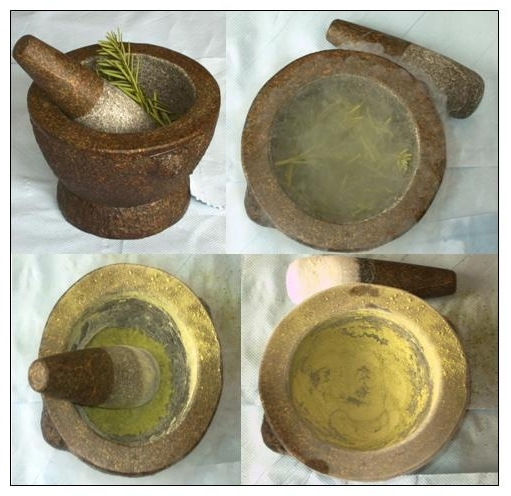
Zerreiben von Pflanzenmaterial in einem Mörser

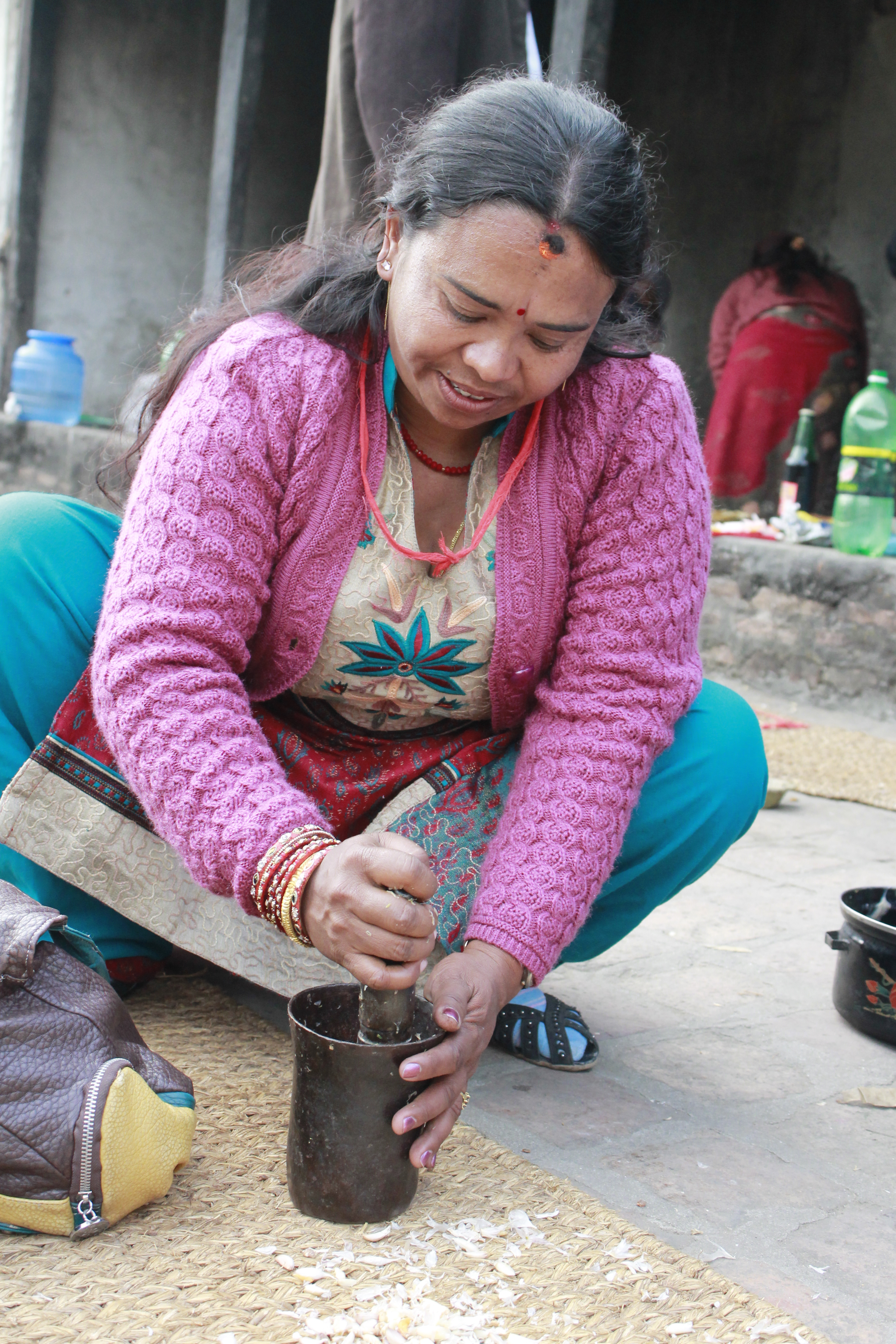
Eine Frau mit einem Mörser (Nepali khala) im Nepal

Mörser, über mittelhochdeutsch morser aus dem lateinischen Wort mortarium, ist eine Reibschüssel (Reibschale) aus Porzellan, Achat, Korund, Marmor, Granit, Serpentinit, Glas, Melamin, Bronze, Eisen, hartem Holz oder ähnlichen Materialien. Der Mörser dient zum Zerkleinern und teilweise Pulverisieren von festen Substanzen mit Hilfe eines Stößels oder Pistills.
Im Mörser werden die Substanzen mit kreisförmigen Bewegungen zerrieben oder mit senkrechtem Druck zerstoßen, während im meist größeren Stampftrog weichere Substanzen mit einem langen Stampfer in kräftigen Auf- und Ab-Bewegungen zu Brei zerstampft werden. Bei Mörsern kann man weiter zwischen Mörsern, Fantaschalen und Patenen sowie Reibschalen unterscheiden. Mörser haben eine dicke Gefäßwand mit glatter Innenseite. Fantaschalen oder Patenen haben ebenfalls eine glatte Innenseite, aber dünnere Wände. Reibschalen zeichnen sich durch eine raue Oberfläche in der Schale und am Pistill aus. Diese sprachliche Unterscheidung wird auch in einschlägigen Fachbüchern nicht immer gemacht, da im Englischen alle drei Geräte mortar heißen.

## Mörser
In der Pharmazie werden Mörser und Stößel genutzt, um zum Beispiel Arzneidrogen mit ätherischen Ölen anzustoßen. Dabei werden die pflanzlichen Speicherorgane für das ätherische Öl zerstört und dieses freigesetzt. Mörser eignen sich durch ihre Form auch für stärkere mechanische Belastung. Die glatte Oberfläche erlaubt eine gründlichere Reinigung als bei Reibschalen.
In der Medizin werden Arzneimittel, die nur in fester Darreichungsform erhältlich sind, bei bestimmten Indikationen im Mörser zerstoßen. Dies wird als „Mörsern“ bezeichnet. Es sind hierfür auch elektrische Mörser erhältlich.
Bronze-Mörser wurden früher von den Glockengießern hergestellt, da sie aus dem gleichen Material wie Glocken bestehen. Sie konnten also nicht nur die gleiche Gussmasse (eine Legierung aus Kupfer und Zinn), sondern manchmal sogar die gleichen Formen oder Ornamente verwenden. So kommt es, dass viele alte Mörser am Rand religiöse Motive zeigen. Antike Bronzemörser sind gesuchte Antiquitäten und wurden daher häufig imitiert.

## Moderne Reibschalen
Reibschalen sind meist aus Porzellan und besitzen an der Innenfläche eine raue Oberfläche. Das hier verwendete Pistill ist ebenfalls an der Arbeitsfläche angeraut. Eine Reibschale dient zum Zerkleinern (Zerreiben) pulverförmiger fester Substanzen, die eine ausreichende Sprödigkeit aufweisen. Die Zerkleinerung wird durch kreisende, mit leichtem Druck ausgeführte Bewegungen des Pistills erreicht. Wesentliches Zerkleinerungsprinzip ist dabei die Reibung zwischen den beiden angerauten Flächen. Bei sorgfältiger Arbeitsweise und geeigneten Pulvern lassen sich Teilchengrößen bis 50 µm erreichen. Durch die raue Oberfläche sind Reibschalen nicht für fettige oder ölige Zubereitungen geeignet, die die Poren verstopfen oder die nächste Zubereitung verunreinigen könnten. Diese Probleme können durch Verwendung extrem harter Achatmörser mit äußerst glatter Oberfläche vermieden werden. Ein weiterer Vorteil der Achatausführung besteht in einer extrem geringen Verunreinigung des zu zerkleinernden Materials.
Reibschale und Pistill müssen für einen effektiven Gebrauch so abgestimmt sein, dass der Wölbungsradius der Innenfläche der Reibschale immer größer ist als der Wölbungsradius der Arbeitsfläche des Pistills. Nur so lässt sich das Entstehen von „Toträumen“ während der Arbeit vermeiden.

## Fantaschalen
Fantaschalen (nach dem Erfinder Max Fanta) oder Patenen werden in der Apotheke zur Herstellung von Salben, Cremes, Gelen oder anderen halbfesten Zubereitungen verwendet. Sie haben dünnere Wände als Mörser und bestehen meist aus Melaminharz, Edelstahl oder Glas. Die Flächen der Schale und des Pistills sind wie beim Mörser glatt, was für das präzise Arbeiten mit Arzneimitteln erforderlich ist.

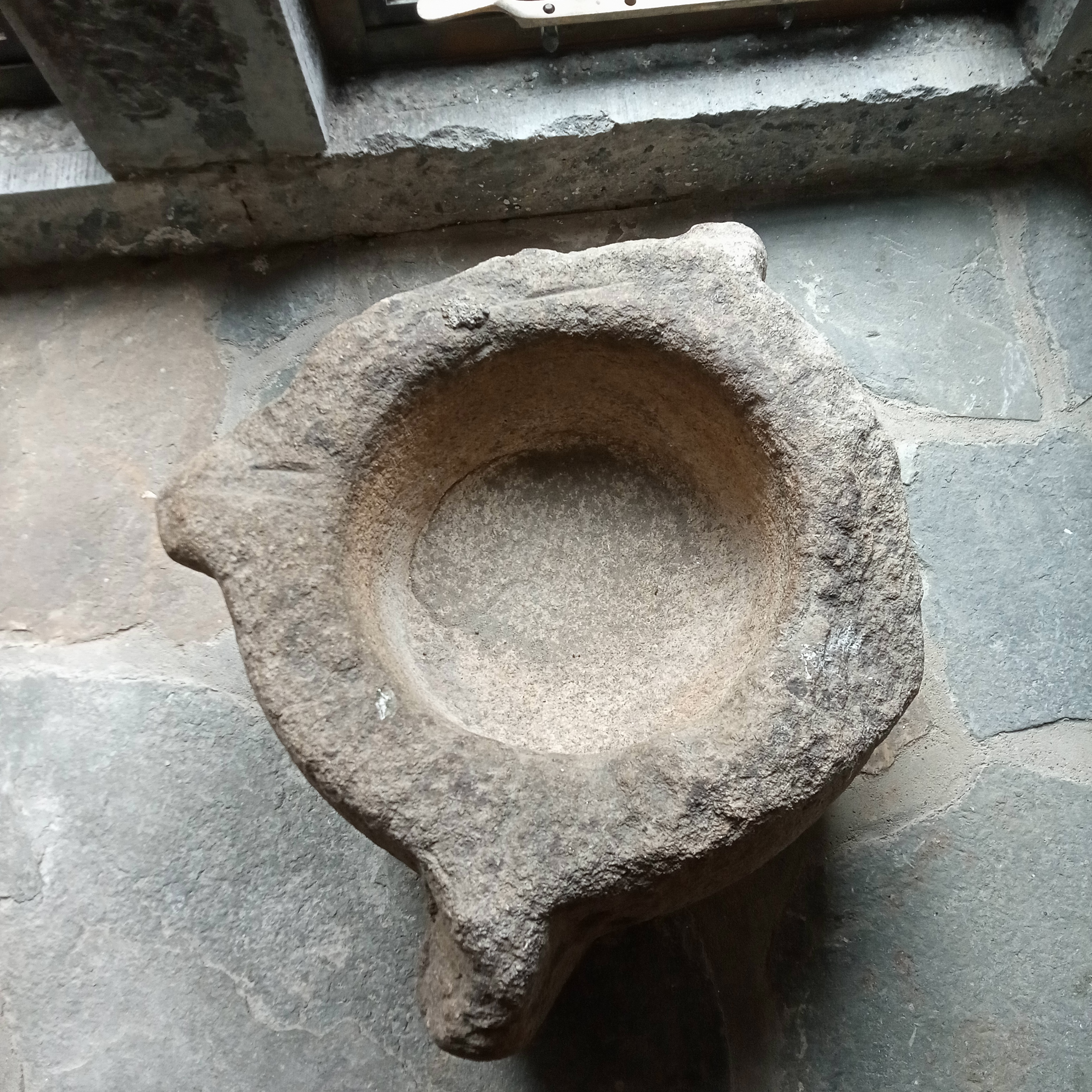
Mörser mit Kratzspuren
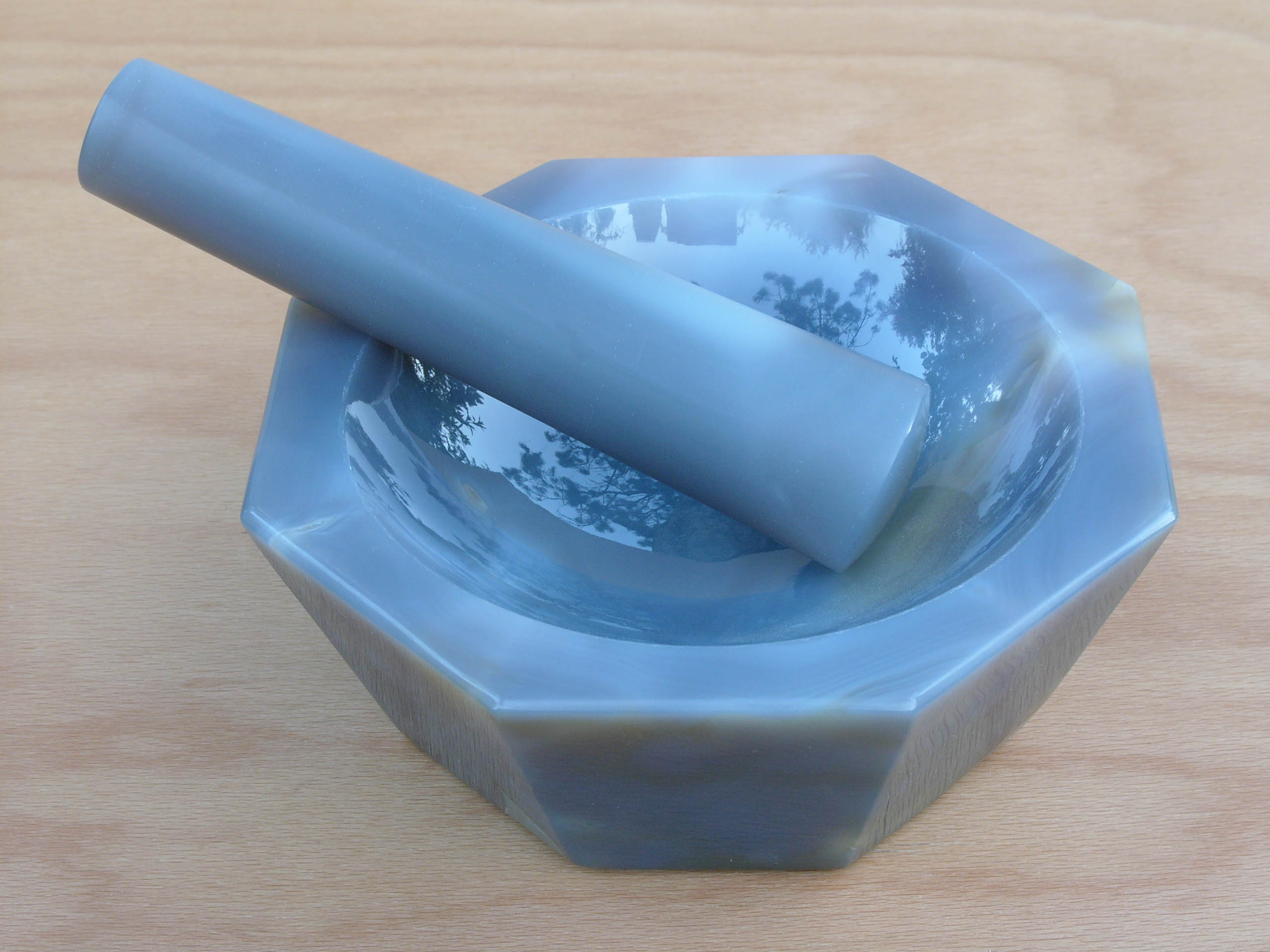
Achatmörser
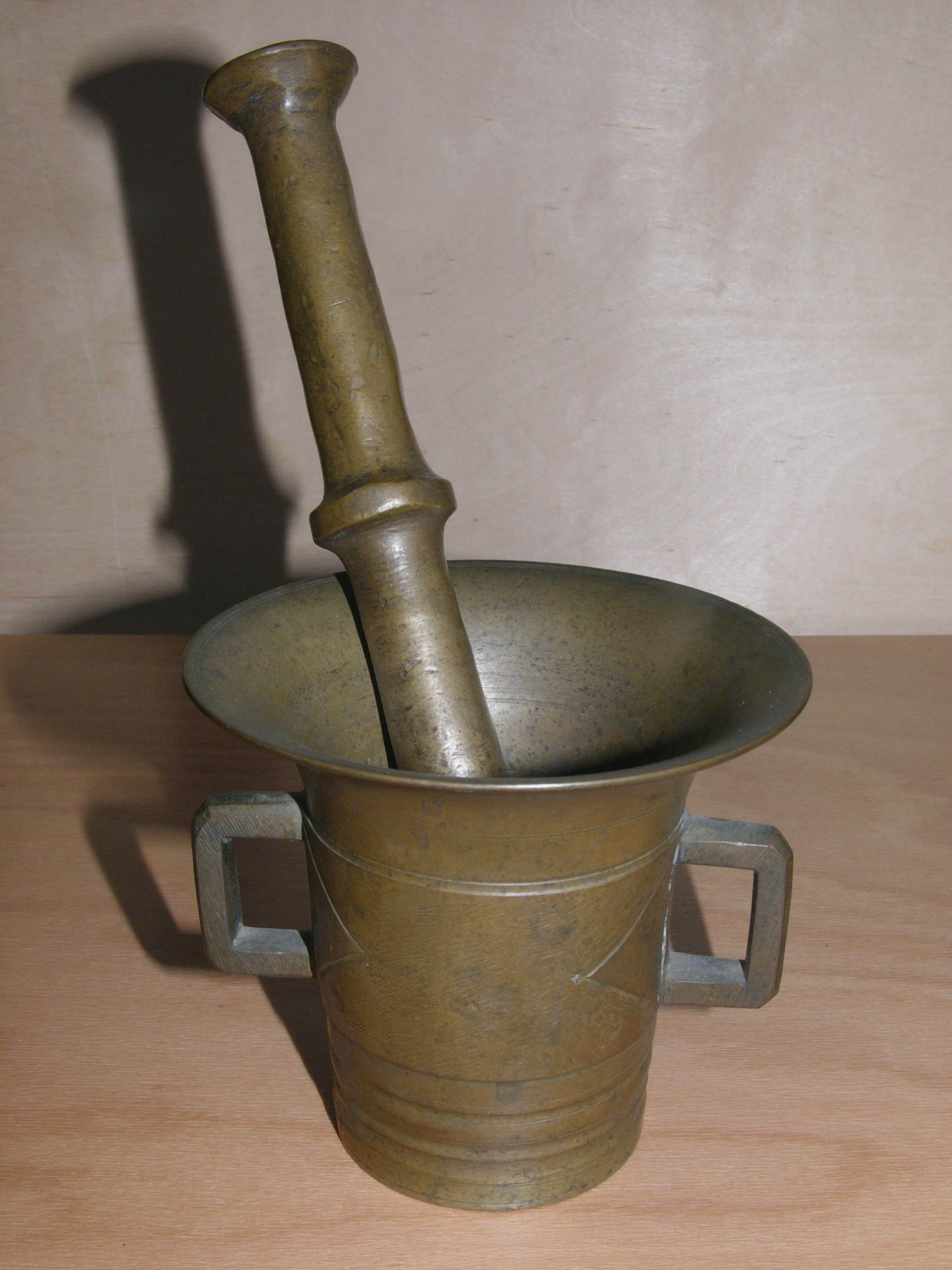
Bronzemörser
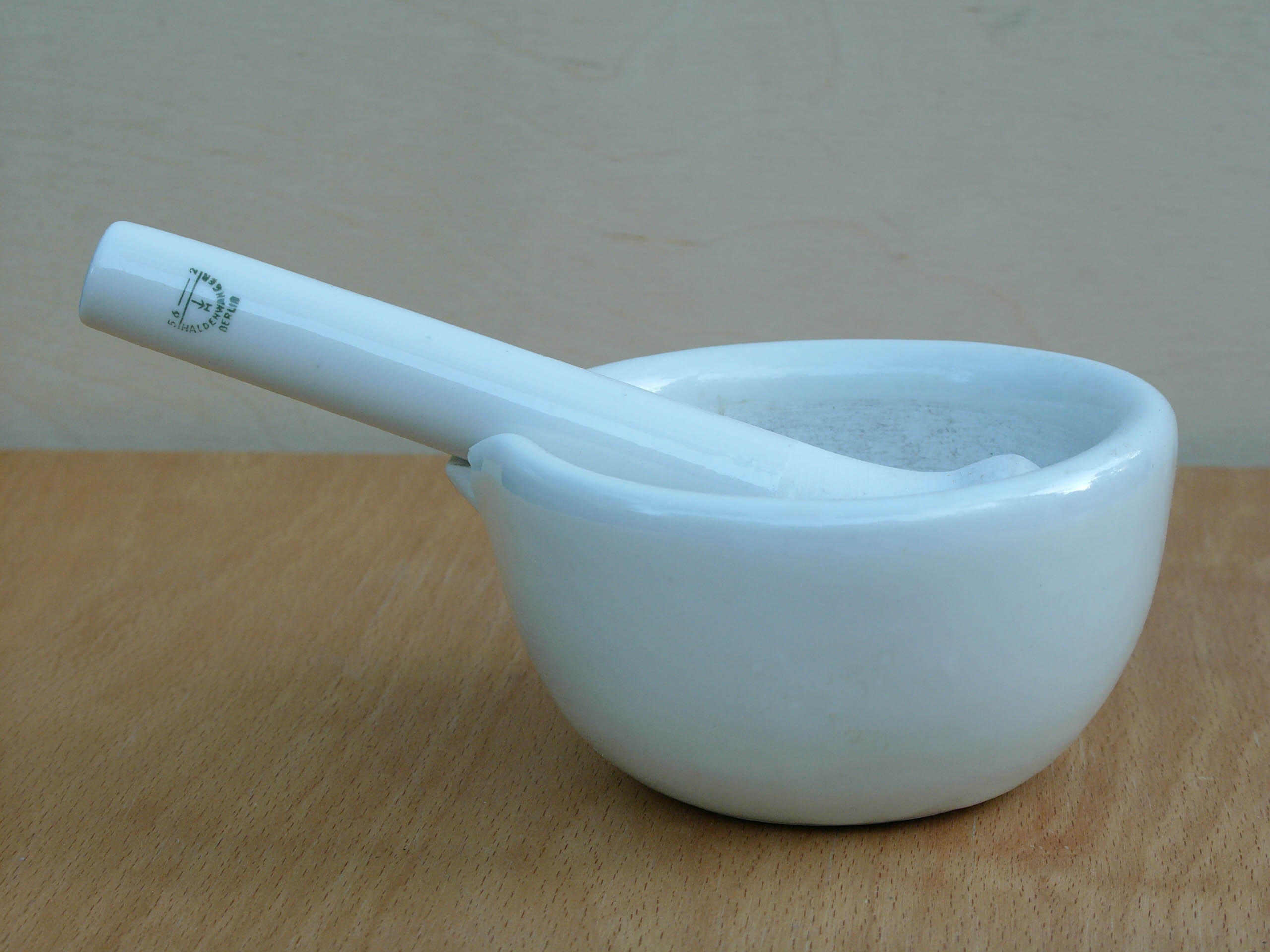
Porzellan-Reibschale
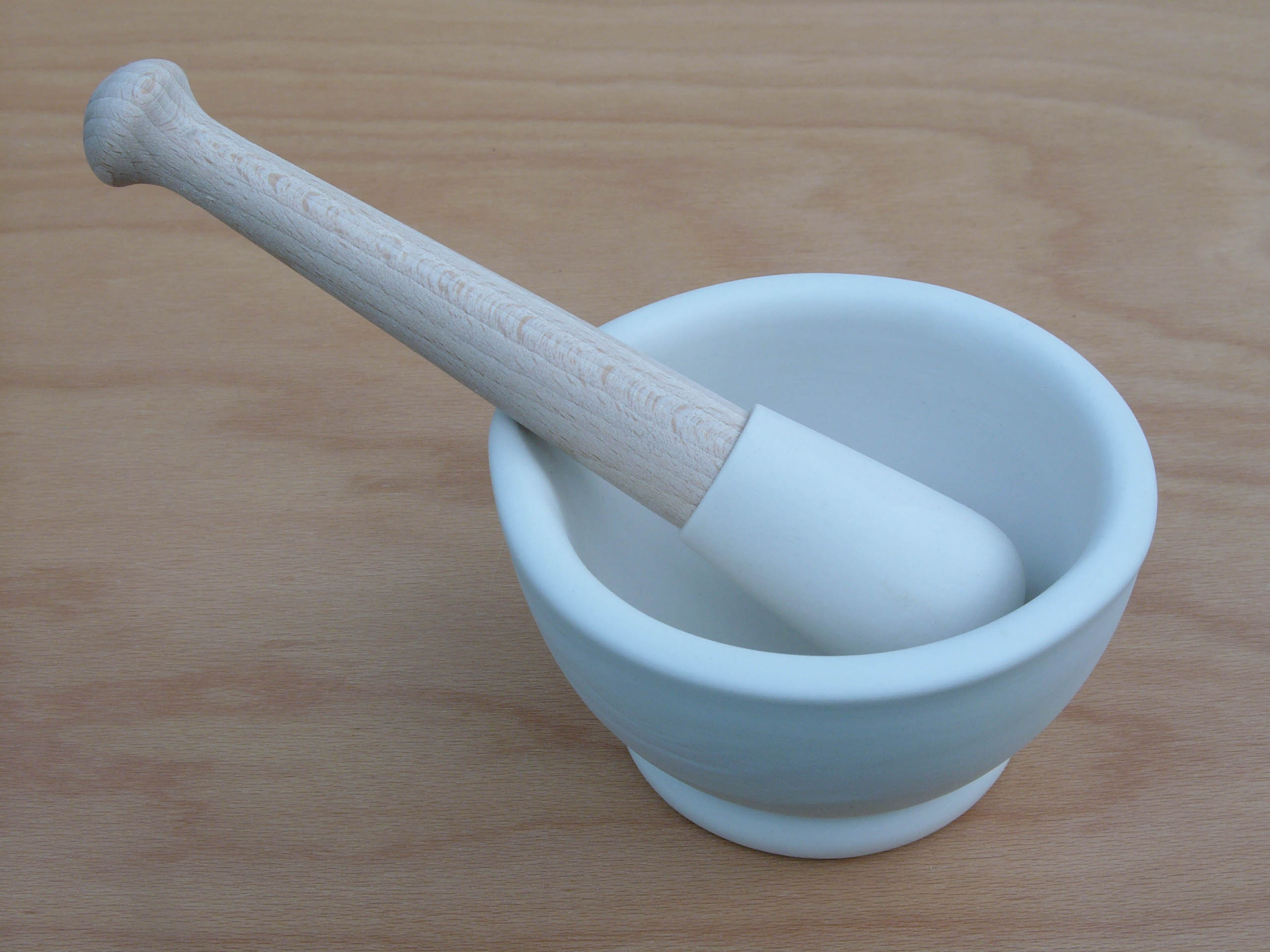
Steingutmörser
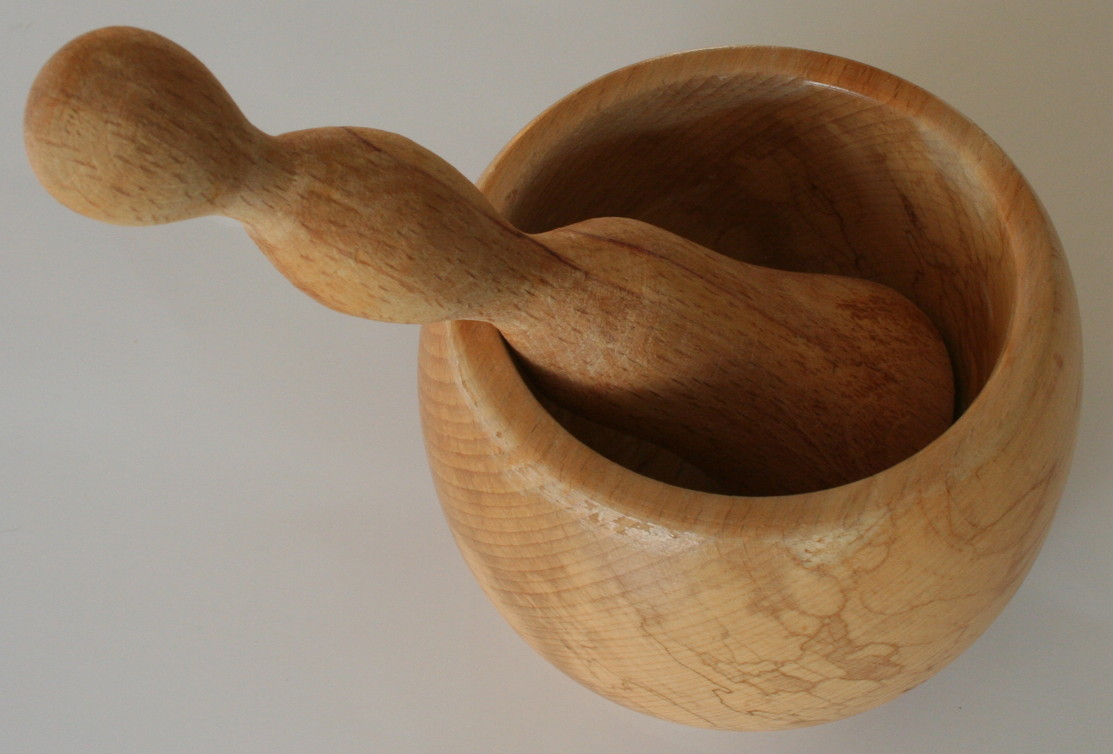
Mörser mit Pistill aus Hartholz
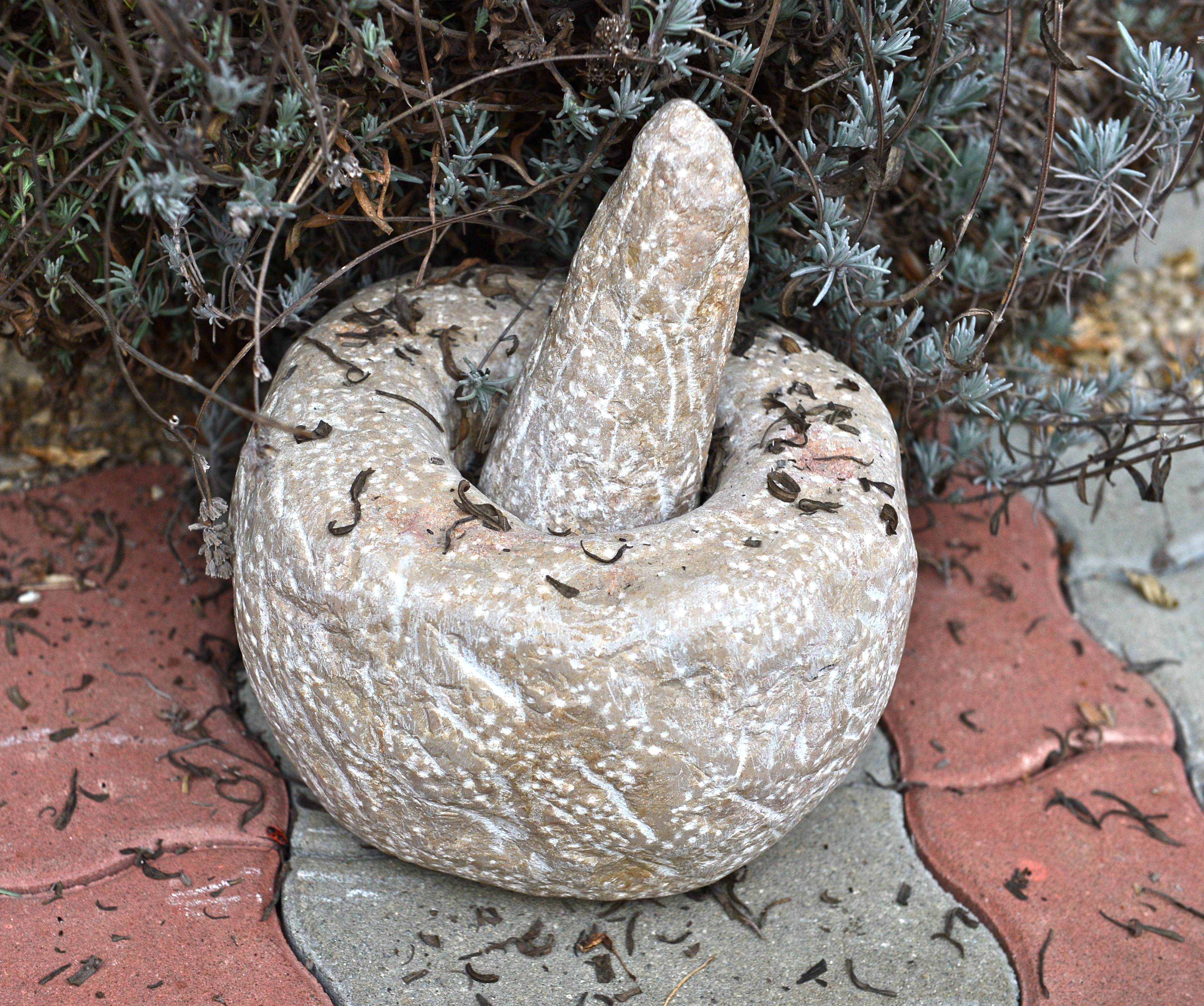
Mörser und Stößel aus Stein

## Mörsermühlen

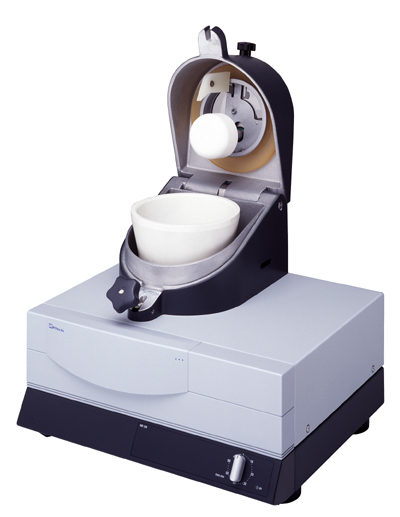
Mörsermühle

Im Labor werden statt Reibschalen oft sogenannte Mörsermühlen verwendet. Die Bezeichnung Mörser ist nach dem obig Dargelegten nicht korrekt, ist aber weit verbreitet. Eigentlich müsste die Bezeichnung Reibmühle lauten. Bei Mörsermühlen wird die angeraute Schale in Rotation versetzt, das Pistill dreht sich durch diese Bewegung asymmetrisch mit und das Material wird zerrieben und durchmischt. Mörsermühlen gibt es in unterschiedlichen Volumina und aus diversen Materialien.
F. Kurt Retsch (Retsch GmbH) erhielt 1923 ein Patent auf eine mechanische Mörsermühle.
Der Begriff Retschmühle ist bis heute gängig.

## Verwendungen
Das Mörsern kommt hauptsächlich in der Pharmazie in der Herstellung und Prüfung von Arzneimitteln, im medizinisch-pflegerischen Bereich zum Zerkleinern von Medikamenten vor der Verabreichung sowie in der Küche in der Speisenzubereitung zur Anwendung.
Das zu zerkleinernde Gut wird in die Mörserschale gelegt und mit dem Stößel zerdrückt oder verrieben.

### Arzneimittelherstellung

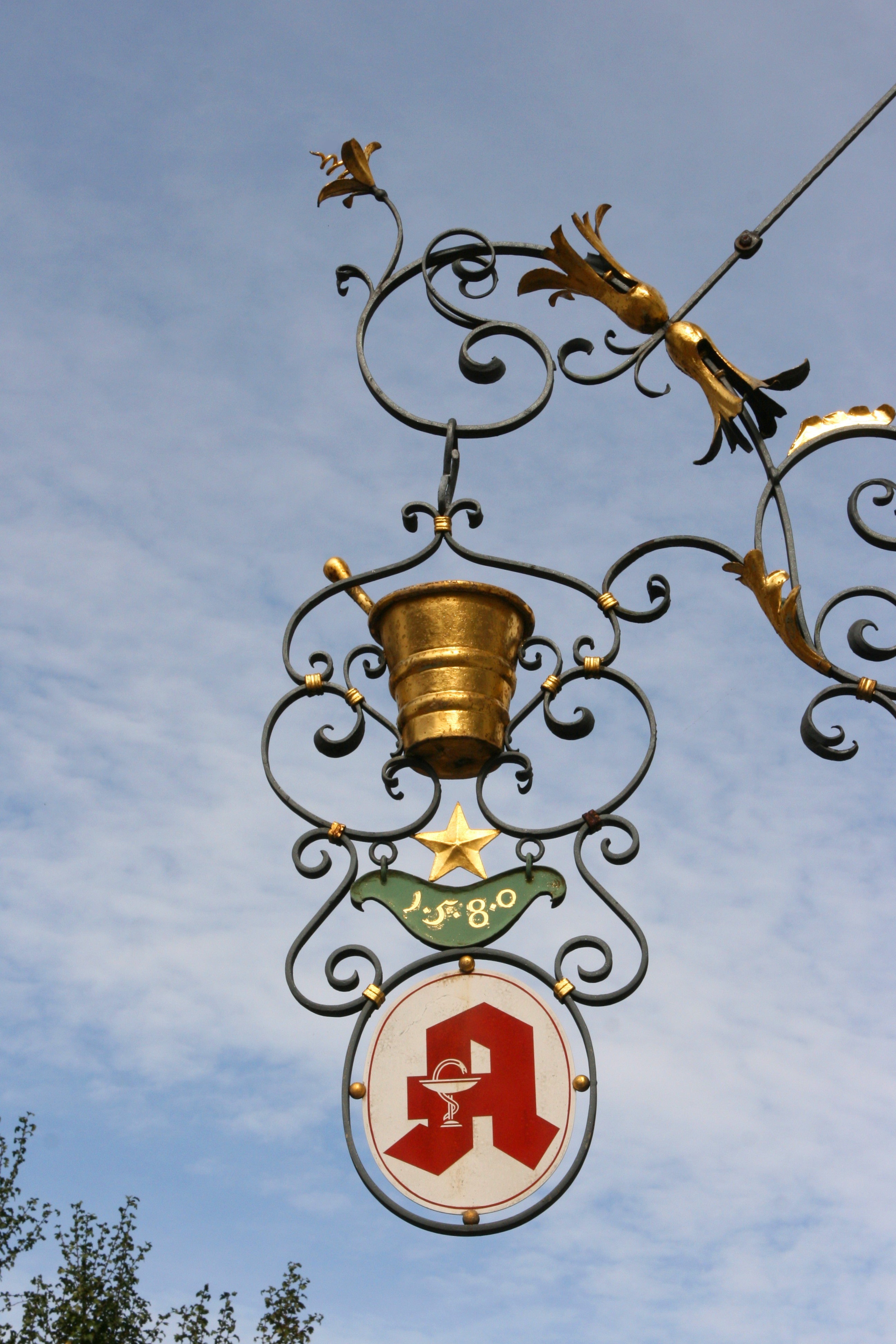
Mörser im Apothekenschild

Mit dem Stößel wird die zu mörsernde Substanz bis zum Erreichen der gewünschten Größe zusammengeschoben und zerdrückt. Erzielbare Korngrößen für Arzneidrogen sind zwischen grob (0,75 mm), mittelfein (0,3 mm) oder fein gepulvert (0,15 mm). Das Mörsern kann auch zum Mischen von Pulvern vor der Weiterverarbeitung zur fertigen Arzneiform verwendet werden. Aus Gründen des Arbeitsschutzes und der Hygiene sollten beim Zerkleinern Handschuhe und Mundschutz getragen werden.
Statt Reibschalen können auch Mörsermühlen verwendet werden, die es in verschiedenen Ausführungen gibt, je nach Volumen und Material des Mörsers und des zu mörsenden Gutes.
Es besteht ein Unterschied im Ergebnis zwischen Mörsern und Mahlen. Das klassische Verfahren der Zerkleinerung mit einem Mörser bietet eine schonende Zerkleinerung. Biologische Proben, wie beispielsweise Kräuter oder Heilpflanzen, könnten aufgrund der Wärmeentwicklung, welche als Nebeneffekt der hohen Energien bei der Nanomahlung auftritt, ihre pharmakologische Wirksamkeit verlieren.
In der pharmazeutisch-chemischen Analytik wird Mörsern von Tabletten, Granulaten und Pulvern zur Probenvorbereitung angewandt. Eine Scheiben-Schwingmühle wird im Rahmen der Qualitätskontrolle von Feststoffen eingesetzt.

### Zerkleinern von Arzneimitteln vor der Gabe
Im Bereich der Medizin und der  Behandlungspflege wird das Mörsern angewendet, um Arzneimittel in fester Darreichungsform wie Tabletten zu zerkleinern bzw. zu pulverisieren, so dass Patienten mit Schluckstörungen eine perorale Einnahme erleichtert wird; außerdem wird das Verfahren angewendet, wenn Arzneimittel über eine Magensonde zugeführt werden. Dazu wird das gemörserte Medikament in etwas Wasser gelöst verabreicht.
Bestimmte Arzneimittel dürfen nicht gemörsert werden. So kann beispielsweise das Verabreichen einer gemörserten Retardtablette zu einer ungewünschten Überdosierung führen. Bei allen festen Arzneimitteln wie gekapselten Medikamenten und Filmtabletten, magensaftresistenten Kapseln ist sicherzustellen, dass das Mörsern zulässig ist und nicht eventuell eine flüssige Zubereitung zum Einnehmen, ein Pulver oder ein Granulat verfügbar ist. Auch der Einleitungsort des Medikaments in den Verdauungstrakt ist wegen der unterschiedlichen pH-Werte (Magen: sauer, Darm: neutral oder basisch) bedeutsam und zu berücksichtigen.
Unterschiedliche Arzneimittel dürfen nicht zusammen gemörsert und aufgelöst werden, da eine Interaktion nicht ausgeschlossen werden kann, die möglicherweise die Wirkung verändert oder aufhebt.

### Speisenzubereitung

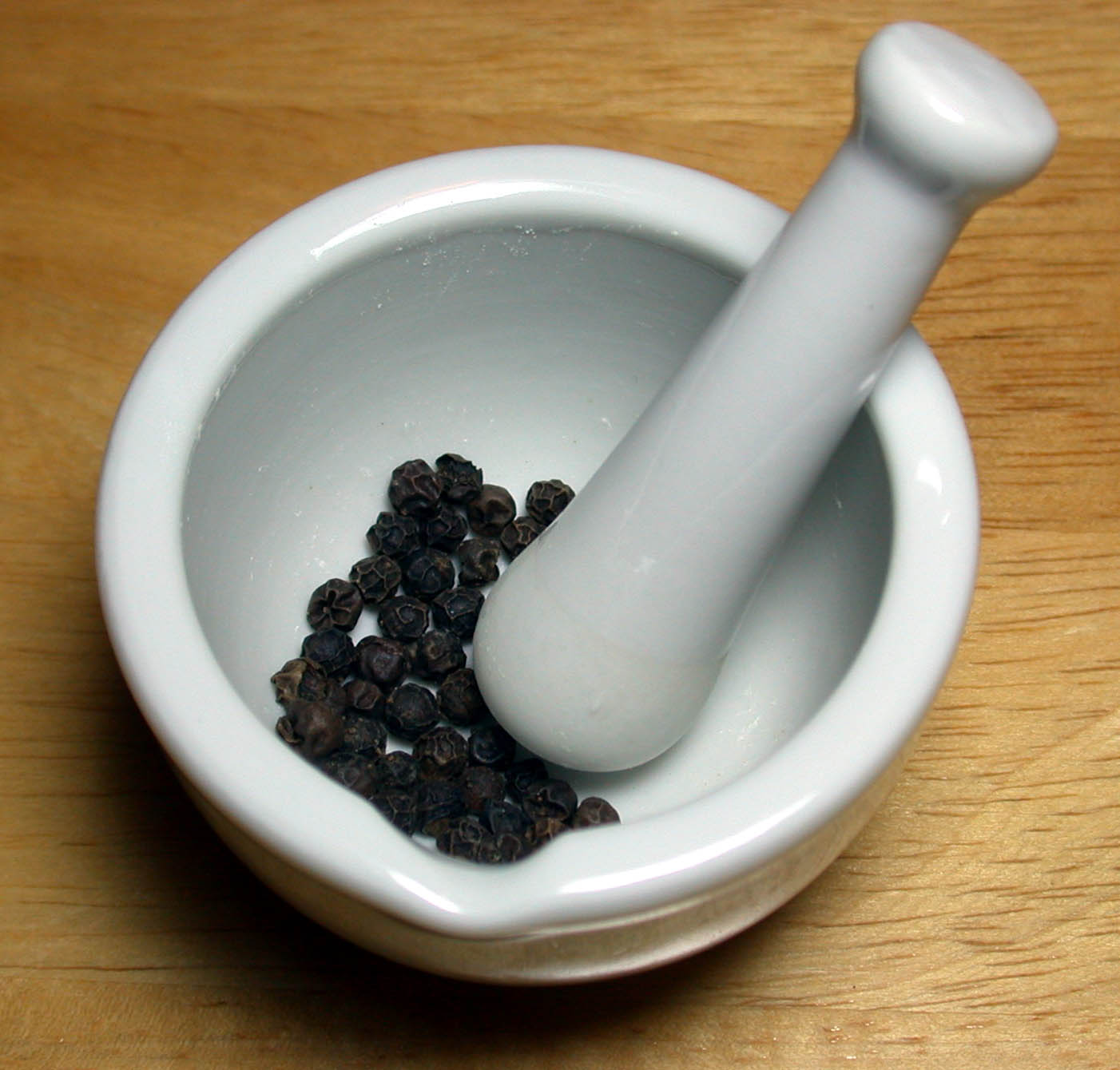
Schwarzer Pfeffer im Mörser

In der Küche wird das Mörsern bei der Speisenbereitung verwendet, um schonend händisch Zutaten wie Gewürze und auch Fleisch oder Gemüse zu zerkleinern.
Geschichte
Mörsern von Nahrung ist eine Kulturtechnik die seit Beginn der Menschheitsgeschichte vorhanden ist. Die ältesten Mörser stammen aus dem Wadi Kubbaniya in Ägypten. Die Inkas, Mayas und Azteken nutzten den Molcajete, einen Mörser.
Heute findet Mörsern neue Verbreitung durch Fernsehauftritte von Köchen wie Paul Bocuse, Jamie Oliver oder Johann Lafer.
Anwendungsbeispiele

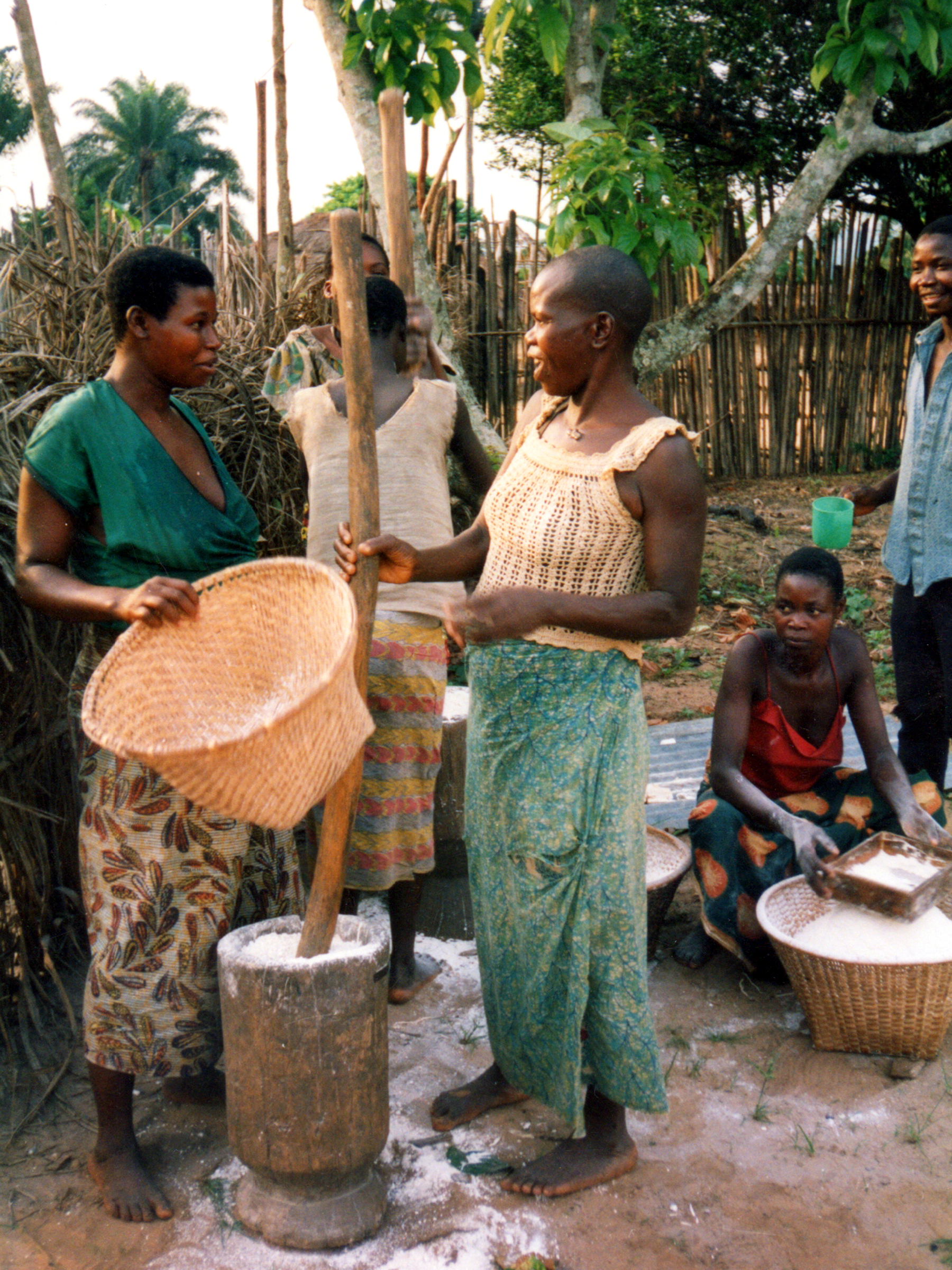
Im Kongo zerstampfen Frauen in einem Stampftrog Fufu zu Brei.

- Zerkleinern von Gemüse: Durch Stampfen wird Maniok nach dem durch Wässern erfolgten Entgiften zu Brei.[14] Das thailändische Gericht Som Tam wird in einem Mörser aus Ton zubereitet.
- Zerkleinern von Fleisch: Eine Fleischpaste wird in Vietnam mit dem Mörser zubereitet.[15]
- Zerkleinern von Kräutern: Kräuter können mit dem Mörser aromaschonend zerkleinert werden.[16]
- Gewürze zerkleinern: Das Zerkleinern von Gewürzen mit dem Mörsern führt zu intensiverem Geschmack.[9]
- Aroma extrahieren: Mit dem Mörsern können Aromen schonend extrahiert werden.[17]
- Trennen von den Faserbestandteilen: Durch Mörsern und anschließendes Passieren ist das Abtrennen von Faserbestandteilen möglich.[18]
- Haltbarmachen: Um das Trocknen von Pflanzen zu beschleunigen, werden diese zuvor zerstoßen.[19]
- Breiige Zubereitungen: Beispiele von vorzugsweise zu mörsenden Speisen sind Pesto[20], Guacamole[21]

Der Mörser muss vor der Nutzung eingeschliffen werden. Nach dem Mörsern muss der Mörser gereinigt werden, um die Übertragung von Aromen zu verhindern. Es können auch für einzelne Aufgaben getrennte Mörser verwendet werden.